# Maria Augusta Sousa
Maria Augusta Sousa (Pêro Pinheiro, 1947), enfermeira portuguesa que ocupou do cargo de bastonária da Ordem dos Enfermeiros portugueses de 2007 a 2011. Em 2012 o Ministério da Saúde português distinguiu-a com a Medalha de Ouro.

## Biografia
Maria Augusta Purificação Rodrigues de Sousa nasceu no dia 2 de Fevereiro de 1947, no concelho de Sintra, na freguesia de Pêro Pinheiro. 

## Percurso
Formou-se em enfermagem em 1968, na Escola Superior de Enfermagem de Artur Ravara (actual Escola Superior de Enfermagem de Lisboa) e em 1992 concluiu a especialização em Enfermagem de Saúde Mental e Psiquiátrica. 
Um ano antes de terminar o curso é convidada por membros da Juventude Operária Católica (da qual fez parte), a apoiar a coordenação da ajuda num dos bairros lisboetas afectados pelas cheias de 1967. 
Com 21 anos começa a trabalhar a maternidade do Hospital São José seguindo o serviço de medicina do Hospital dos Capuchos, ambos em Lisboa. 
Coordenou o Sindicato dos Enfermeiros da Zona Sul e da Região Autónoma dos Açores que passou a ser conhecido por Sindicato dos Enfermeiros Portugueses em 1988, tendo continuado na coordenação.  Nos anos seguintes fez parte da comissão que criou o Regulamento do Exercício Profissional dos Enfermeiros (REPE), ratificado em 1996 pelo então presidente Jorge Sampaio e o primeiro ministro António Guterres. 
Foi também uma das responsáveis pelo desenvolvimento da enfermagem enquanto profissão e pela integração do ensino desta no ensino superior em 1988. 
Fez parte do grupo que entre 1998 e 1999 se dedicou à criação da Ordem dos Enfermeiros, da qual foi vice-presidente durante o mandato da primeira bastonária, a enfermeira Mariana Diniz de Sousa. 
É nomeada bastonária da Ordem dos Enfermeiros em 2003 e ocupará o cargo até 2011, pois é re-eleita para um segundo mandato em 2007. 
Em 2021, publica um artigo no jornal Público em que pediu desculpas pelas declarações efectuadas, durante a pandemia de covid 19, por Ana Cavaco, re-nomeada bastonária da ordem em 2020, que acusou desrespeitar a profissão e os enfermeiros com o seu comportamento. 

## Prémios e Reconhecimento
Em 2012, o Ministério da Saúde português agraciou-a com a Medalha de Ouro. 

## Obra
Escreve artigos de opinião sobre o Serviço Nacional de Saúde e temas com ele relacionados para jornais como o Público e o jornal online Tornado. 
Escreveu também para revistas como a francesa Soins: la Revue de Reference Infirmiere. 

## Ligações Externas
Maria Augusta Sousa entrevistada por Daniel Oliveira no podcast Perguntar Não Ofende